# Agaricomycetidae
Agaricomycetidae je podklasa gliva, u razdelu Basidiomycota. Ime Agaricomycetidae je formulisao Marsel Lokin 1984. godine, ali njegova publikacija nije sadržala latinsku dijagnozu i stoga je nevažeća prema Međunarodnom kodeksu nomenklature za alge, gljive i biljke.] Kasnije je ovaj naziv Erast Parmasto pravosnažno objavio 1986. godine.

## Spoljašnje veze
- Mediji vezani za članak Agaricomycetidae na Vikimedijinoj ostavi
- Systema Naturae 2000: Agaricomycetidae
- Agaricomycetidae  in MycoBank.